# Керлінг на зимових Олімпійських іграх 2014
Змагання з керлінгу на зимових Олімпійських іграх 2014 в Сочі пройшли з 10 по 21 лютого в керлінговому центрі «Крижаний куб», розташованому в Прибережному кластері Сочі.

## Чемпіони та медалісти

### Медальний підсумок
| Місце  | Країна                | Золото | Срібло | Бронза | Загалом |
| ------ | --------------------- | ------ | ------ | ------ | ------- |
| 1      | Канада (CAN)          | 2      | 0      | 0      | 2       |
| 2      | Велика Британія (GBR) | 0      | 1      | 1      | 2       |
| 2      | Швеція (SWE)          | 0      | 1      | 1      | 2       |
| Всього | Всього                | 2      | 2      | 2      | 6       |

### Medal events
| Event    | Золото                                                                          | Срібло                                                                                             | Бронза                                                                                  |
| -------- | ------------------------------------------------------------------------------- | -------------------------------------------------------------------------------------------------- | --------------------------------------------------------------------------------------- |
| Чоловіки | Канада (CAN) Бред Джекобс Раян Фрай Ерік Гарнден Раян Гарнден Калеб Флексі      | Велика Британія (GBR) Девід Мердок Грег Драммонд Скотт Ендрюз Майкл Гудфеллоу Том Брюстер          | Швеція (SWE) Ніклас Едін Себастьян Краупп Фредрік Ліндберг Віктор К'єлль Оскар Ерікссон |
| Жінки    | Канада (CAN) Дженніфер Джонс Кейтлін Лоз Джилл Оффісер Дон Мак'юен Кірстен Волл | Швеція (SWE) Маргарета Сігріфдссон Марія Пріц Крістіна Бертруп Марія Веннерстрем Агнес Кнохенгауер | Велика Британія (GBR) Ів Мюргед Анна Слоун Вікі Адамс Клер Гамільтон Лорен Грей         |